# Physocyclus hoogstraali
Physocyclus hoogstraali là một loài nhện trong họ Pholcidae. Loài này được phát hiện ở México.